# 武岡州
武岡州，中国明朝时设置的州。
洪武元年（1368年）改武岡路為武岡府，九年（1376年）改武岡府為武岡州，將州治武岡縣省入武岡州，領新寧縣，屬湖廣等處承宣布政使司寶慶府。包括今湖南省武岡市、洞口縣、新寧縣和隆回縣南部等地。南明永曆元年（1647年）五月，因永曆帝曾以武岡州的岷王府為行宮，而短暫升為奉天府，直到撤退。清朝为散州，不领县。民国二年（1913年），废武岡州为武岡县，1994年改武岡县为武岡市。